# Kazuhito Esaki
Kazuhito Esaki (江﨑 一仁 Esaki Kazuhito?, nacido el 31 de octubre de 1986 en Koga, Ibaraki) es un exfutbolista japonés. Jugaba de defensa y su último club fue el Blaublitz Akita de Japón.

## Trayectoria

### Clubes
| Club            | País  | Año         |
| --------------- | ----- | ----------- |
| Kataller Toyama | Japón | 2009        |
| Blaublitz Akita | Japón | 2010 - 2015 |

## Estadística de carrera

### J. League
| Club            | Año   | J. League | J. League | Copa J. League | Copa J. League | Total | Total |
| Club            | Año   | Part.     | Goles     | Part.          | Goles          | Part. | Goles |
| --------------- | ----- | --------- | --------- | -------------- | -------------- | ----- | ----- |
| Kataller Toyama | 2009  | 2         | 0         | -              | -              | 2     | 0     |
| Blaublitz Akita | 2014  | 24        | 1         | -              | -              | 24    | 1     |
| Blaublitz Akita | 2015  | 26        | 1         | -              | -              | 26    | 1     |
| Total           | Total | 52        | 2         | 0              | 0              | 52    | 2     |